# Андрій Ваджра
Андрій Ваджра, справжнє ім'я Шевчук Денис Володимирович (10 січня 1975, Волинська область , за іншими даними -  Київ) — проросійський пропагандист, колаборант з Росією,  блогер, колишній співробітник Головного Управління Розвідки Міністерства оборони України та Ради Національної Безпеки і Оборони України.
Фігурант бази Миротворець. Веде системну антиукраїнську пропаганду, підтримує російську агресію, закликає до непокори українським властям.

## Життєпис
Народився  10 січня 1975 року на Волині (за іншими даними  в Києві) в сім'ї військовослужбовців. Батько служив офіцером  Спецназу СРСР і загинув у Афганістані вже після офіційного оголошення про завершення військової кампанії. Мати також мала стосунок до військової сфери. Родина часто переїжджала за місцем служби, тому навчався в шести різних середньосвітніх  навчальних закладах в Україні, Ставропольському краї і Таджикистані.
Після закінчення школи він вступив до Київського Національного Університету імені Тараса Шевченка на філософський факультет. Під час навчання цікавився вивченням соціально - політичних дисциплін: соціальної психології та геополітики.
У 1999 році відвідав Союзну Республіку Югославія під час Військової операції НАТО.
Також кілька років жив на Тибеті, відвідав Індію та Близький Схід, де вивчав східну філософію.
Працював у зовнішній розвідці України. За власними твердженнями також у Раді Національної Безпеки і Оборони України. Водночас будучи етнічним українцем за походженням, мав українофобські погляди, виступаючи за ліквідацію України як держави. До Помаранчевої революції 2004 року висловлював їх у приватних бесідах. Майдан 2004  називав початком розпаду України, висловивши цю думку в пропагандистських матеріалах "Распад" та "Ukraina:  от мира к катастрофе", опублікованих у 2008 році в проросійському ключі.
У 2008 - 2010 роках працював головним редактором проросійського пропагандистського ресурсу  "Руська правда".
З 28 січня 2009 року почав вести проросійський блог у LiveJournal.
У лютому 2010 року залишив "Руську правду", заснувавши власний пропагандистський ресурс "Альтернатива", що  проголошує спрямованість проти монополярного світу, де домінують США.
В липні 2014 року  Служба Безпеки України  включила "Альтернативу" до списку інтернет-ресурсів, що ведуть підривну діяльність проти територіальної цілісності України.  
В 2015 році виїхав до Росії, оселившись у Санкт-Петербурзі, влітку увійшов до експертної групи з питань України в Російському інституті стратегічних досліджень.
У 2017 році запустив власний YouTube-канал під назвою "Альтернатива". Також поширює свої пропагандистські наративи у "Вконтакте" та Телеграм. Автор кількох пропагандистських книжок.

### Особисте життя
За деякими даними одружений. Має сина.

## Погляди
Являється реакційним російським шовіністом, що виступає за створення нової Російської Імперії в кордонах СРСР. В соцмережах закликає не лише до ліквідації України як держави, але й українців як окремої нації, шляхом тотального знищення всіх надбань української культури та примусової асиміляції, на кшталт до тієї що відбувається на частині території України котра перебуває під російською окупацією. 

## Кримінальне переслідування
13 жовтня 2023 року ТСН та Інтерфакс-Україна  повідомили, що колишньому працівникові зовнішньої розвідки висунуто обвинувачення у зраді.
"Володіючи відповідними професійними навичками, досвідом та спеціальними знаннями у сфері проведення інформаційних операцій, з 2013 по 2023 рік він допомагав державі-агресору в проведенні підривної діяльності проти України. Координуючи свої дії з представниками РФ, він здійснював інформаційну діяльність під псевдонімом та вигаданою легендою незалежного аналітика й публіциста. Підозрюваний поширював наративи російської пропаганди, які починаючи з 2013 року, використовувало вище військово-політичне керівництво РФ", - ідеться в повідомленні
Оперативники Департаменту внутрішньої безпеки зі слідчими зібрали доказову базу в цій справі та оголосили колишньому розвіднику про підозру за частиною 1. та частиною 2. статті 111. Кримінально-процесуального кодексу України.